# Biologisk nedbrydelighed
Biologisk nedbrydelighed, forkortet bionedbrydelighed eller med en anglicisme kaldet biodegradering er en betegnelse for organisk materiale, der kan nedbrydes naturligt af mikroorganismer såsom bakterier og svampe.